# Comutatividade da conjunção
Na lógica proposicional, a comutatividade da conjunção  é um argumento válido e uma tautologia. É considerada como uma lei da lógica clássica. A comutatividade da conjunção é o princípio que fiz que dado um conjunto de uma conjunção lógica é possível alterar as suas posições, enquanto sua valoração permanece inalterada.

## Notação Formal
Comutatividade da conjunção pode ser expressa pela seguinte notação:
{\displaystyle (P\land Q)\vdash (Q\land P)} e {\displaystyle (Q\land P)\vdash (P\land Q)}
Onde {\displaystyle \vdash } simboliza que {\displaystyle (Q\land P)} é uma consequência lógica de {\displaystyle (P\land Q)}, no primeiro caso, e {\displaystyle (P\land Q)} é consequência lógica {\displaystyle (Q\land P)} no outro, em um sistema formal.
Na forma de regras de inferência, podemos fazer:
{\displaystyle {\frac {P\land Q}{\therefore Q\land P}}} e {\displaystyle {\frac {Q\land P}{\therefore P\land Q}}}
Onde a regra é que em qualquer instância de "{\displaystyle (P\land Q)}" que aparece na prova, ela pode ser substituída por "{\displaystyle (Q\land P)}" assim como qualquer instância "{\displaystyle (Q\land P)}" que aparece na prova, pode ser substítuida por uma instância de "{\displaystyle (P\land Q)}";

## Princípio generalizado
Para qualquer proposição H1, H2, ... Hn, e uma permutação σ(n) de números de 1 até n:
H1 {\displaystyle \land }  H2 {\displaystyle \land } ... {\displaystyle \land } Hn
é equivalente à
Hσ(1) {\displaystyle \land } Hσ(2) {\displaystyle \land } Hσ(n).

### Exemplo
1. Se H1 é: Está chovendo
2. H2 é: Socrates é mortal
3. H3 é: 2+2=4

Então:
Está chovendo e Sócrates é mortal e 2+2=4
é equivalente à
Socrates é mortal e 2+2=4 e está chovendo
e a outras combinações possíveis.